# Expedition 19
L'Expedition 19 è stato il 19° equipaggio della Stazione spaziale internazionale. Il lancio è avvenuto il 26 marzo 2009 alle 11:49 UTC. La navetta Sojuz TMA-14 ha raggiunto il 28 marzo la stazione spaziale. Questa sarà l'ultima spedizione ad avere tre membri dell'equipaggio, poiché a partire dalla Expedition 20 gli astronauti saranno sei. Per questa modifica la durata della Expedition 19 sarà di tre mesi, invece dei normali sei mesi. La spedizione sarà comandata dal colonnello dell'aeronautica russa Gennadij Padalka.

## Equipaggio
| Ruolo               | Marzo – Maggio 2009                    |
| ------------------- | -------------------------------------- |
| Comandante          | Gennadij Padalka, Roscosmos Terzo volo |
| Ingegnere di volo 1 | Michael Barratt, NASA Primo volo       |
| Ingegnere di volo 2 | Koichi Wakata, JAXA Terzo volo         |